# Río Alhárabe
El río Alhárabe, también llamado río Moratalla, es un río de España, afluente del río Segura.

## Curso
Nace en la pedanía de El Sabinar, y recorre el norte del extenso municipio de Moratalla (Región de Murcia), pasando por la altiplanicie del Campo de San Juan, el estrecho valle de montaña que se abre entre la Sierra de los Álamos y el Lanchar (donde se sitúa el paraje de La Puerta) y la huerta de Moratalla. 
En dicha huerta fluye al Alhárabe el arroyo de Benamor, que nace en las Casas de Benamor, pasando entre la Sierra del Buitre y la de los Álamos y flanqueando el núcleo urbano de Moratalla por el sur. Desde el punto de unión de los dos ríos, el Alhárabe también es conocido como río Moratalla.
En este último tramo discurre por el espectacular paraje del estrecho de Bolvonegro, desembocando en el Segura en las proximidades del Santuario de Nuestra Señora de la Esperanza, en Calasparra.
Se trata de una zona de especial valor ecológico. Su curso y zonas adyacentes han sido catalogados como ZEPA, dentro de la zona denominada "Sierras y Vega Alta del Segura y ríos Alhárabe y Moratalla".